# Salute pubblica

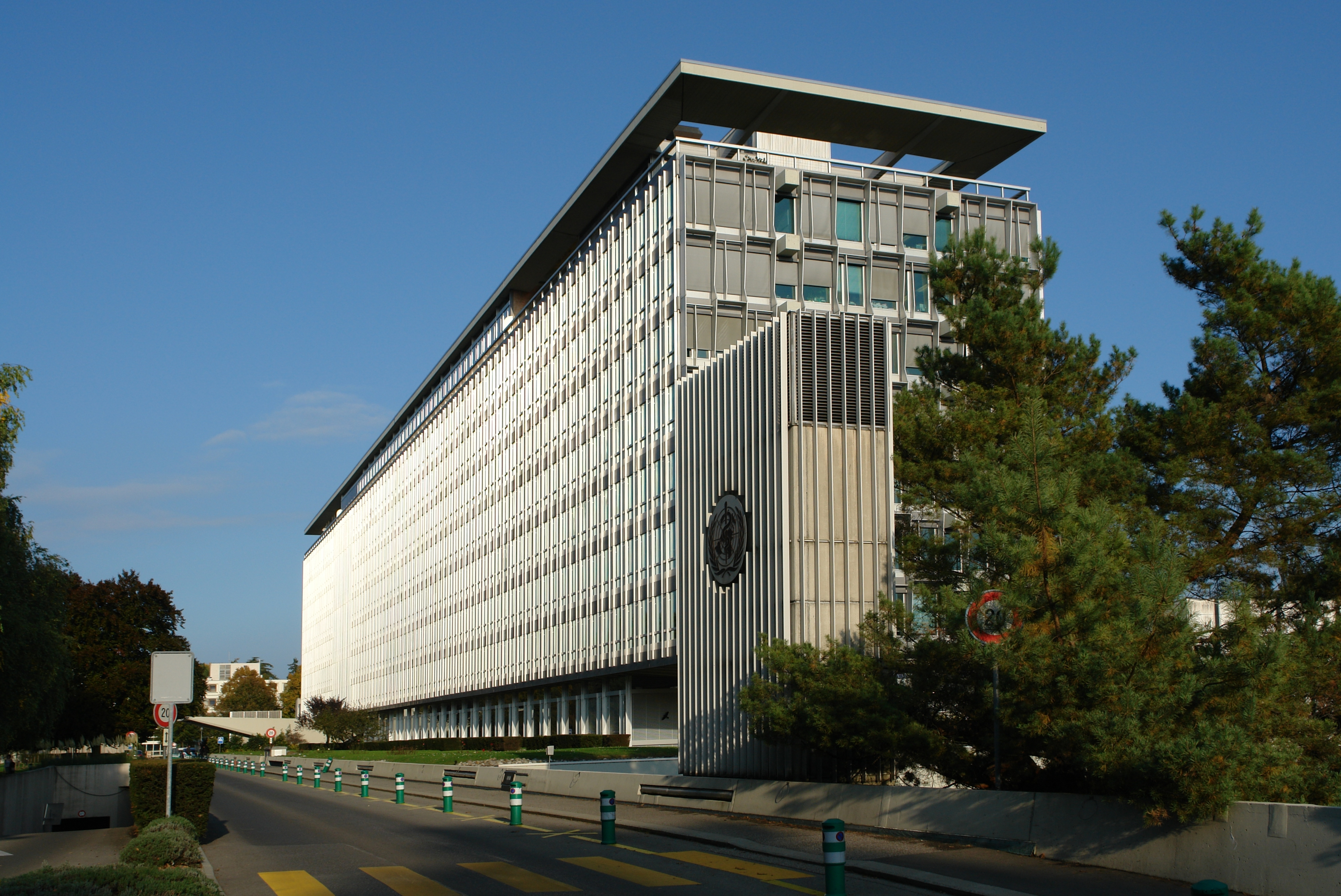
La sede dell'Organizzazione mondiale della sanità a Ginevra, in Svizzera

La salute o sanità pubblica è stata definita «la scienza e l'arte di prevenire le malattie, prolungare la vita e promuovere la salute tramite l'impegno coordinato e le scelte consapevoli della società, delle organizzazioni, del pubblico e del privato, delle comunità e degli individui».
Alla base della salute pubblica vi è l'analisi dei determinanti della salute di una popolazione e delle minacce che essa deve affrontare. Il pubblico a cui si rivolge il concetto è di dimensioni molto varie: può infatti trattarsi di un gruppo molto contenuto di persone, o il cui numero può essere pari a quello degli abitanti di un villaggio o di un'intera città; nel caso si verificasse una pandemia, la questione della salute pubblica può interessare interi continenti. Il concetto di salute tiene conto, tra gli altri fattori, del benessere fisico, psicologico e sociale.
Quello della salute pubblica è un campo interdisciplinare. Ad esempio, l'epidemiologia, la biostatistica, le scienze sociali e la gestione dei servizi sanitari sono tutte rilevanti. Altri sotto-campi importanti includono la salute ambientale, la salute della comunità, la salute comportamentale, l'economia sanitaria, le politiche pubbliche, la salute mentale, l'educazione sanitaria, la politica sanitaria, la sicurezza sul lavoro, la disabilità, la salute orale, le questioni di genere in ambito sanitario e la salute sessuale e riproduttiva. La sanità pubblica, insieme all'assistenza primaria, secondaria e terziaria, fa parte del sistema sanitario complessivo di un paese. La sanità pubblica viene attuata attraverso la sorveglianza dei casi e degli indicatori sanitari e attraverso la promozione di comportamenti sani. La sanità pubblica, tra le molte iniziative, promuove spesso il lavaggio delle mani e dell'allattamento al seno, la somministrazione di vaccinazioni, la promozione della ventilazione e il miglioramento della qualità dell'aria sia all'interno che all'esterno, la prevenzione del suicidio, la cessazione del fumo, la prevenzione dell'obesità, l'aumento dell'accessibilità all'assistenza sanitaria e la distribuzione di preservativi per controllare la diffusione delle malattie sessualmente trasmissibili.
Esiste un sensibile divario nell'accesso all'assistenza sanitaria e alle iniziative di sanità pubblica tra i paesi sviluppati e quelli in via di sviluppo, così come all'interno dei paesi in via di sviluppo. In questi ultimi le infrastrutture sanitarie pubbliche sono ancora in fase di formazione; possono non esserci abbastanza operatori sanitari qualificati, risorse finanziarie o, in alcuni casi, conoscenze sufficienti per fornire anche un livello base di assistenza medica e prevenzione delle malattie. Una delle principali preoccupazioni per la salute pubblica nei paesi in via di sviluppo sono le cattive salute materna e infantile, esacerbata dalla malnutrizione e dalla povertà e dalla limitata attuazione di politiche globali di sanità pubblica. I paesi sviluppati corrono un rischio maggiore di alcune crisi di salute pubblica, tra cui l’obesità infantile, Questo sebbene le popolazioni in sovrappeso nei paesi a basso e medio reddito stanno recuperando terreno.
Fin dagli albori della civiltà umana, le comunità hanno promosso la salute e combattuto le malattie a livello di popolazione. Nelle società complesse e preindustriali, gli interventi volti a ridurre i rischi per la salute potevano essere l'iniziativa di diverse parti interessate, come i generali dell'esercito, il clero o i governanti. Le iniziative di sanità pubblica che iniziarono ad emergere inizialmente si concentrarono sui servizi igienico-sanitari, sul controllo delle malattie infettive (comprese la vaccinazione e la quarantena) e su un'infrastruttura in evoluzione di varie scienze, ad esempio statistica, microbiologia, epidemiologia e scienze dell'ingegneria.